# 浅井郡
- 令制国一覧 > 東山道 > 近江国 > 浅井郡
- 日本 > 近畿地方 > 滋賀県 > 浅井郡

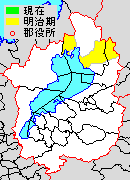
滋賀県浅井郡の範囲

浅井郡（あざいぐん）は、滋賀県（近江国）にあった郡。

## 郡域
現在の下記の区域、おおむね長浜市中部から米原市北端にかけての地域と長浜市北西部に当たるが、行政区画として画定されたものではない。伊香郡によって分断されていた。
- 長浜市の一部（細江町、曽根町、大井町、宮部町、大路町、三田町、野村町、佐野町、今荘町以北かつ湖北町各町、下山田町、小谷上山田町、谷口町、高山町以南および西浅井町各町）
- 米原市の一部（甲津原・曲谷・甲賀・吉槻・上板並・下板並）

該当区域の面積は276.04k㎡、40,203人（平成22年国勢調査）

## 歴史

### 近代以降の沿革
所属町村の変遷は東浅井郡#郡発足までの沿革、西浅井郡#郡発足までの沿革をそれぞれ参照
- 「旧高旧領取調帳」に記載されている明治初年時点での支配は以下の通り。下記のほか寺社領、寺社除地[2]が存在。国名のあるものは飛地領。
  - 後の東浅井郡域（123村） - 幕府領（大津代官所・彦根藩預地）、旗本領、彦根藩、膳所藩、山上藩、大和郡山藩、山城淀藩、三河吉田藩、出羽山形藩
  - 後の西浅井郡域（19村） - 幕府領（大津代官所）、膳所藩、三河吉田藩、大和郡山藩
- 慶応4年
  - 3月7日（1868年3月30日） - 大津代官所に大津裁判所が設置され、大津代官所が管轄していた幕府領を管轄。
  - 4月28日（1868年5月20日） - 大津裁判所の管轄地域が大津県の管轄となる。
- 明治2年6月19日（1869年7月27日） - 版籍奉還により、吉田藩が改称して豊橋藩となる。
- 明治3年
  - 2月 - 旗本領が大津県の管轄となる。
  - 7月17日（1870年8月13日） - 山形藩が転封により近江朝日山藩となる。それにともない郡内で領地替えが行われ、郡内の山上藩領が消滅。
- 明治4年
  - 4月 - 彦根藩預地が大津県の管轄となる。
  - 7月14日（1871年8月29日） - 廃藩置県により、藩領が彦根県、豊橋県、郡山県、淀県、膳所県、朝日山県の管轄となる。
  - 11月15日（1871年12月26日） - 第1次府県統合により、豊橋県の管轄地域が額田県の管轄となる。
  - 11月22日（1872年1月2日） - 第1次府県統合により、全域が長浜県の管轄となる。
- 明治5年
  - 2月27日（1872年4月4日） - 長浜県が改称して犬上県となる。
  - 9月28日（1872年10月30日） - 滋賀県の管轄となる。
- 明治12年（1879年）5月16日 - 郡区町村編制法の滋賀県での施行により、伊香郡を挟んだ東側126村の区域に東浅井郡、西側19村の区域に西浅井郡が、それぞれ行政区画として発足。同日浅井郡消滅。